# Conclave del 1655
Il conclave del 1655 venne convocato a seguito della morte di papa Innocenzo X e si concluse con l'elezione di papa Alessandro VII.

## Situazione precedente
Innocenzo X creò Camillo Francesco Maria Pamphili, suo unico nipote, cardinale; Camillo rinuncerà in seguito al suo status di cardinale per sposarsi: al suo posto, la cognata di Innocenzo, Olimpia Maidalchini, si occupò di tutte le funzioni che normalmente spettavano a un cardinal nipote.
Durante il papato di Innocenzo, la Pace di Westfalia pose fine alla Guerra dei Trent'anni, l'evento secolare più significativo avvenuto durante il suo regno. Innocenzo non approvò il trattato perché i suoi rappresentanti non avevano partecipato alle discussioni e egli non era stato consultato né gli era stato chiesto di approvare il riconoscimento della religione protestante in Germania. Invitò i sovrani cattolici a non ratificare il trattato di pace, ma essi non lo fecero.
Innocenzo, per vendetta, si astenne dal nominare cardinali al di fuori dell'Italia durante il suo regno. Creò solo sei cardinali non italiani durante il suo pontificato, e cinque di questi erano cardinali della Corona, richiesti con insistenza dai monarchi cattolici. A parte questi, i restanti 40 creati provenivano tutti dall'Italia. Questo elemento è significativo anche per comprendere l'estremo impoverimento della provenienza geografica dei membri del Sacro Collegio. In controtendenza con il Quattrocento e il Cinquecento, che avevano visto un'importante presenza di cardinali stranieri, il Seicento e il Settecento sono secoli di assoluto dominio dell'elemento italiano, con la stragrande maggioranza dei porporati proveniente in larga parte da modesti centri di provincia dello Stato Pontificio. Una situazione che cambierà soltanto dalla metà del XIX secolo con Pio IX e la svolta universalistica conseguente alla perdita del potere temporale.

## Svolgimento
Il conclave iniziò il 18 gennaio 1655, con sessantadue partecipanti. Quattro cardinali si aggiunsero a conclave iniziato ed uno morì durante lo stesso. Tre cardinali non presenziarono alle votazioni, ed uno subì (per la seconda volta) il veto spagnolo, portando così a sessantaquattro il numero dei votanti all'ultima votazione. Poiché Olimpia Maidalchini non era un cardinale, non le fu permesso di partecipare al conclave, anche se fu l'unica donna della Storia ad essere autorizzata a tenere un discorso ai cardinali. Tutto ciò lasciò la fazione legata a Innocenzo senza un leader naturale durante le operazioni di voto.
Giulio Cesare Sacchetti, che era stato considerato il candidato più probabile a diventare papa nel 1644, era effettivamente il più forte, ma alcuni cardinali non lo votarono perché nel conclave precedente aveva subito il veto degli spagnoli. Sacchetti era anche il candidato favorito del cardinale Mazzarino, leader del governo francese in quel momento. Durante lo scrutinio iniziale Sacchetti ricevette 33 voti, un numero che mantenne costantemente per tutto il conclave.
I primi scrutini furono particolari anche perché ci fu un gran numero di elettori che non scrissero nessun nome, con un picco di 27 schede bianche il 22 gennaio. Questi voti provenivano principalmente da elettori creati da Innocenzo X che non volevano votare per un cardinale creato da Urbano VIII. Undici delle schede lasciate in bianco provenivano dallo Squadrone Volante, un gruppo di cardinali disposti a sostenere un candidato di qualsiasi fazione che ritenevano adatto alla carica di Pontefice.
La situazione di stallo si protrasse fino a febbraio e i membri più giovani del Collegio cardinalizio cominciarono a fare scherzi ai membri più anziani del Collegio per divertirsi. Questo avrebbe portato Pier Luigi Carafa a morire di polmonite dopo che un porporato più giovane lo aveva fatto cadere e sdraiare su un pavimento freddo spaventandolo vestito da fantasma. Ci furono anche altri malesseri tra i cardinali che portarono diversi di loro a lasciare il conclave. In tale situazione di confusione prese non pochi voti anche l’Abate Ilarione Rancati pur non essendo Cardinale, eccezione già verificatasi in passato per altri prelati come ad esempio Eugenio III e Celestino V.
A metà febbraio, Sacchetti, riconoscendo che la propria candidatura era naufragata, contattò Mazzarino e chiese che i cardinali francesi spostassero il loro sostegno a Fabio Chigi. Questi era stato inizialmente ipotizzato come candidato a papa prima della morte di Innocenzo X. I resoconti contemporanei riportano che era ritenuto il più adatto alla posizione se non si fosse tenuto conto delle considerazioni umane degli elettori. Il cardinale Mazzarino fu convinto a sostenere Chigi dallo Squadrone, anche se non gli piaceva: il disprezzo dei diplomatico filo-francesi per Chigi risaliva all'esilio di Mazzarino a Colonia durante la Fronda parlamentare, mentre Chigi era in servizio come nunzio papale in quella città.
Nell'aprile del 1655, Mazzarino rispose a Sacchetti che accettava di permettere agli elettori fedeli alla Francia di votare per Chigi nel caso in cui l'elezione di Sacchetti stesso fosse diventata impossibile. Sacchetti procedette quindi a chiedere ai suoi sostenitori di trasferire il loro appoggio a Chigi. Al primo scrutinio, il 7 aprile 1655, furono espressi venti voti scritti per Chigi, prima che gli altri elettori lo acclamassero papa dopo un conclave durato ottanta giorni. Alla sua elezione, il neoeletto Pontefice assunse il nome di Alessandro VII. 

## Composizione del Sacro Collegio

### Cardinali presenti in conclave
| Nome                                             | Paese                      | Titolo                                                                           | Ruolo | Nascita    | Concistoro |
| ------------------------------------------------ | -------------------------- | -------------------------------------------------------------------------------- | --- | ---------- | ---------- |
| Carlo de' Medici                                 | Granducato di Toscana      | Cardinale vescovo di Ostia e Velletri                                            | Decano del Collegio cardinalizio; Governatore di Velletri | 19/03/1595 | 02/12/1615 |
| Francesco Barberini                              | Granducato di Toscana      | Cardinale vescovo di Porto e Santa Rufina                                        | Segretario della Congregazione della Romana e Universale Inquisizione; Arciprete della Basilica di San Pietro in Vaticano; Vice-Cancelliere di Santa Romana Chiesa           | 23/09/1597 | 02/10/1623 |
| Pier Luigi Carafa                                | Regno di Napoli            | Cardinale presbitero di Sant'Anastasia                                           | Prefetto della Congregazione del Concilio | 18/07/1581 | 06/03/1645 |
| Alderano Cybo                                    | Repubblica di Genova       | Cardinale presbitero di Santa Pudenziana                                         | Prefetto emerito del Palazzo Apostolico | 16/07/1613 | 06/03/1645 |
| Fabrizio Savelli                                 | Stato Pontificio           | Cardinale presbitero di Sant'Agostino                                            | Arcivescovo metropolita di Salerno | 14/06/1607 | 07/03/1647 |
| Francesco Cherubini                              | Stato Pontificio           | Cardinale presbitero di San Giovanni a Porta Latina                              | | 04/10/1585 | 07/03/1647 |
| Ulderico Carpegna                                | Stato Pontificio           | Cardinale presbitero di Sant'Anastasia                                           | | 24/06/1596 | 28/11/1633 |
| Marcantonio Franciotti                           | Repubblica di Lucca        | Cardinale presbitero di Santa Maria della Pace                                   | | 08/09/1592 | 28/11/1633 |
| Camillo Astalli                                  | Stato Pontificio           | Cardinale presbitero di San Pietro in Montorio                                   | Legato apostolico di Avignone | 21/10/1616 | 19/09/1650 |
| Stefano Durazzo                                  | Repubblica di Genova       | Cardinale presbitero di San Lorenzo in Panisperna                                | Arcivescovo metropolita di Genova | 05/08/1594 | 28/11/1633 |
| Jean-François Paul de Gondi                      | Regno di Francia           | Cardinale presbitero di Santa Maria sopra Minerva                                | Arcivescovo metropolita di Parigi; Abate commendatario di Sainte-Croix de Quimperlé, Saint-Maur e Buzay                                                                      | 20/09/1613 | 19/02/1652 |
| Ascanio Filomarino                               | Regno di Napoli            | Cardinale presbitero di Santa Maria in Ara Coeli                                 | Arcivescovo metropolita di Napoli | 1583       | 16/12/1641 |
| Marcantonio Bragadin                             | Repubblica di Venezia      | Cardinale presbitero di San Marco                                                | Vescovo di Vicenza | 1592       | 16/12/1641 |
| Pierdonato Cesi                                  | Stato Pontificio           | Cardinale presbitero di San Marcello                                             | | 1583       | 16/12/1641 |
| Fabio Chigi                                      | Granducato di Toscana      | Cardinale presbitero di Santa Maria del Popolo; eletto papa                      | Cardinale Segretario di Stato di Sua Santità; Vescovo di Imola | 13/02/1599 | 19/02/1652 |
| Vincenzo Maculani                                | Ducato di Parma e Piacenza | Cardinale presbitero di San Clemente                                             | Camerlengo emerito del Collegio Cardinalizio | 11/09/1578 | 16/12/1641 |
| Francesco Peretti di Montalto                    | Stato Pontificio           | Cardinale presbitero di San Girolamo dei Croati                                  | Arcivescovo metropolita di Monreale; Principe di Venafro | 1595       | 16/12/1641 |
| Giovanni Girolamo Lomellini                      | Repubblica di Genova       | Cardinale presbitero di Sant'Onofrio                                             | Legato apostolico di Bologna | 1607       | 19/02/1652 |
| Luigi Alessandro Omodei                          | Ducato di Milano           | Cardinale presbitero dei Santi Bonifacio e Alessio                               | Provvisore generale delle fortezze dello Stato Pontificio | 08/12/1608 | 19/02/1652 |
| Pietro Vito Ottoboni                             | Repubblica di Venezia      | Cardinale presbitero di San Salvatore in Lauro                                   | Vescovo di Brescia; futuro papa Alessandro VIII nel 1689 | 22/04/1610 | 19/02/1652 |
| Giacomo Corradi                                  | Stato Pontificio           | Cardinale presbitero di Santa Maria in Traspontina                               | Vescovo di Jesi | 02/05/1602 | 19/02/1652 |
| Cesare Facchinetti                               | Stato Pontificio           | Cardinale presbitero dei Santi Quattro Coronati                                  | Vescovo di Senigallia | 29/09/1608 | 13/07/1643 |
| Girolamo Grimaldi-Cavalleroni                    | Repubblica di Genova       | Cardinale presbitero di Sant'Eusebio                                             | Abate commendatario di Saint-Florent de Saumur | 20/08/1597 | 13/07/1643 |
| Carlo Rossetti                                   | Stato Pontificio           | Cardinale presbitero di San Silvestro in Capite                                  | Vescovo di Faenza; Camerlengo del Collegio Cardinalizio | 1614       | 13/07/1643 |
| Marcello Santacroce                              | Stato Pontificio           | Cardinale presbitero di Santo Stefano al Monte Celio                             | Vescovo di Tivoli | 07/06/1619 | 19/02/1652 |
| Baccio Aldobrandini                              | Granducato di Toscana      | Cardinale presbitero di Sant'Agnese fuori le mura                                | Foriere maggiore dei sacri palazzi apostolici | 20/08/1613 | 19/02/1652 |
| Lorenzo Imperiali                                | Repubblica di Genova       | Cardinale presbitero di San Crisogono                                            | Governatore di Roma | 21/02/1612 | 19/02/1652 |
| Ernst Adalbert von Harrach                       | Sacro Romano Impero        | Cardinale presbitero di Santa Prassede                                           | Arcivescovo metropolita di Praga; Primate di Boemia; Priore dei Crocigeri della Stella Rossa                                                                                 | 04/11/1598 | 19/01/1626 |
| Bernardino Spada                                 | Stato Pontificio           | Cardinale vescovo di Sabina                                                      | Prefetto della Congregazione dell'Indice dei Libri Proibiti; Prefetto della Congregazione dei Confini                                                                        | 21/04/1594 | 19/01/1626 |
| Giberto Borromeo                                 | Ducato di Milano           | Cardinale presbitero dei Santi Giovanni e Paolo                                  | Segretario emerito della Congregazione della Sacra Consulta | 28/09/1615 | 19/02/1652 |
| Giulio Cesare Sacchetti                          | Stato Pontificio           | Cardinale vescovo di Frascati                                                    | Prefetto del Supremo Tribunale della Segnatura Apostolica | 17/12/1587 | 19/01/1626 |
| Giambattista Spada                               | Repubblica di Lucca        | Cardinale presbitero di Santa Susanna                                            | Legato apostolico di Ferrara | 28/08/1597 | 19/02/1652 |
| Alfonso de la Cueva-Benavides y Mendoza-Carrillo | Regno di Spagna            | Cardinale presbitero di Santa Balbina                                            | Vescovo di Malaga | 25/07/1574 | 05/09/1622 |
| Prospero Caffarelli                              | Stato Pontificio           | Cardinale presbitero di San Callisto                                             | Uditore generale emerito della Camera Apostolica | 06/05/1593 | 02/03/1654 |
| Friedrich von Hessen-Darmstadt                   | Sacro Romano Impero        | Cardinale diacono di Santa Maria in Aquiro                                       | | 28/02/1616 | 19/02/1652 |
| Francesco Albizzi                                | Stato Pontificio           | Cardinale presbitero di Santa Maria in Via                                       | Assessore della Congregazione della Romana e Universale Inquisizione | 24/10/1593 | 02/03/1654 |
| Ottavio Acquaviva d'Aragona                      | Regno di Napoli            | Cardinale presbitero di San Bartolomeo all'Isola                                 | Legato apostolico di Romagna | 23/09/1609 | 02/03/1654 |
| Cristoforo Widmann                               | Repubblica di Venezia      | Cardinale diacono dei Santi Nereo e Achilleo                                     | | 08/08/1617 | 07/03/1647 |
| Decio Azzolino                                   | Stato Pontificio           | Cardinale diacono di Sant'Adriano al Foro                                        | Segretario della Congregazione Concistoriale | 11/04/1623 | 02/03/1654 |
| Francesco Angelo Rapaccioli                      | Stato Pontificio           | Cardinale presbitero di Santa Cecilia                                            | Pro-Camerlengo del Collegio Cardinalizio; Vescovo di Terni | 1605       | 13/07/1643 |
| Francesco Adriano Ceva                           | Ducato di Savoia           | Cardinale presbitero di Santa Prisca                                             | Maestro di Camera della Corte Pontificia emerito | 1580       | 13/07/1643 |
| Angelo Giori                                     | Stato Pontificio           | Cardinale presbitero dei Santi Quirico e Giulitta                                | Segretario dei Memoriali emerito | 11/05/1586 | 13/07/1643 |
| Juan de Lugo y de Quiroga, S.J.                  | Regno di Spagna            | Cardinale presbitero di Santa Balbina                                            | Teologo | 25/11/1583 | 13/07/1643 |
| Giovanni Battista Maria Pallotta                 | Stato Pontificio           | Cardinale presbitero di San Pietro in Vincoli                                    | | 02/02/1594 | 19/11/1629 |
| Domenico Cecchini                                | Stato Pontificio           | Cardinale presbitero di San Sisto                                                | Pro-Datario di Sua Santità | 07/02/1589 | 14/11/1644 |
| Francesco Maria Brancaccio                       | Regno di Napoli            | Cardinale presbitero dei Santi XII Apostoli                                      | Vescovo di Viterbo e Tuscania | 15/04/1592 | 28/11/1633 |
| Alessandro Bichi                                 | Granducato di Toscana      | Cardinale presbitero di Santa Sabina                                             | Vescovo di Carpentras; Abate commendatario di Montmajour | 30/09/1596 | 28/11/1633 |
| Virginio Orsini                                  | Stato Pontificio           | Cardinale diacono di Sant'Eustachio                                              | Sovrintendente alla riedificazione delle Mura Leonine | 17/01/1615 | 16/12/1641 |
| Giovan Carlo de' Medici                          | Granducato di Toscana      | Cardinale diacono di Santa Maria Nuova                                           | | 03/06/1611 | 14/11/1644 |
| Federico Sforza                                  | Stato Pontificio           | Cardinale diacono dei Santi Vito e Modesto                                       | Vescovo di Rimini; Archimandrita del Santissimo Salvatore | 27/10/1597 | 06/03/1645 |
| Benedetto Odescalchi                             | Ducato di Milano           | Cardinale presbitero di San Lorenzo in Lucina; futuro papa Innocenzo XI nel 1676 | Vescovo di Novara | 19/05/1611 | 06/03/1645 |
| Marzio Ginetti                                   | Stato Pontificio           | Cardinale vescovo di Albano                                                      | Vicario generale di Sua Santità; Prefetto della Congregazione dei Vescovi e Regolari                                                                                         | 07/02/1586 | 19/01/1626 |
| Antonio Barberini                                | Stato Pontificio           | Cardinale diacono di Santa Maria in Via Lata                                     | Arciprete della Basilica Liberiana di Santa Maria Maggiore; Abate commendatario di Subiaco; Legato apostolico di Avignone; Cardinale protettore dell'Almo collegio Capranica | 05/08/1607 | 30/08/1627 |
| Girolamo Colonna                                 | Regno di Napoli            | Cardinale presbitero di Santa Maria in Trastevere                                | Arciprete della Basilica di San Giovanni in Laterano | 23/03/1604 | 30/08/1627 |
| Giangiacomo Teodoro Trivulzio                    | Ducato di Milano           | Cardinale diacono di Santa Maria in Via Lata                                     | Cardinale protodiacono | 27/10/1597 | 19/11/1629 |
| Luigi Capponi                                    | Granducato di Toscana      | Cardinale presbitero di San Lorenzo in Lucina                                    | Archivista di Santa Romana Chiesa; Bibliotecario di Santa Romana Chiesa | 1583       | 24/11/1608 |
| Giulio Gabrielli                                 | Stato Pontificio           | Cardinale diacono di Sant'Agata alla Suburra                                     | Vescovo di Ascoli Piceno | 06/01/1603 | 16/12/1641 |
| Rinaldo d'Este                                   | Ducato di Modena e Reggio  | Cardinale diacono di San Nicola in Carcere                                       | Vescovo di Reggio Emilia | 10/08/1617 | 16/12/1641 |
| Vincenzo Costaguti                               | Repubblica di Genova       | Cardinale diacono di Santa Maria in Cosmedin                                     | Legato apostolico emerito di Urbino | 27/10/1612 | 13/07/1643 |
| Giovanni Stefano Donghi                          | Repubblica di Genova       | Cardinale diacono di San Giorgio in Velabro                                      | Vescovo di Ajaccio | 1608       | 13/07/1643 |
| Paolo Emilio Rondinini                           | Stato Pontificio           | Cardinale diacono di Santa Maria in Aquiro                                       | Vescovo di Assisi | 26/06/1617 | 13/07/1643 |
| Lorenzo Raggi                                    | Repubblica di Genova       | Cardinale diacono di Sant'Angelo in Pescheria                                    | Pro-Camerlengo di Santa Romana Chiesa | 24/06/1615 | 07/03/1647 |
| Francesco Maidalchini                            | Stato Pontificio           | Cardinale diacono di Santa Maria in Portico Octaviae                             | | 21/04/1631 | 07/03/1647 |
| Carlo Barberini                                  | Stato Pontificio           | Cardinale diacono di San Cesareo in Palatio                                      | | 01/06/1630 | 23/06/1653 |
| Carlo Pio di Savoia                              | Stato Pontificio           | Cardinale diacono di Santa Maria in Domnica                                      | Legato apostolico di Urbino | 07/04/1622 | 02/03/1654 |
| Carlo Gualterio                                  | Stato Pontificio           | Cardinale diacono di San Pancrazio fuori le mura                                 | Arcivescovo metropolita di Fermo | 20/04/1613 | 02/03/1654 |
| Niccolò Albergati-Ludovisi                       | Stato Pontificio           | Cardinale presbitero di Santa Maria degli Angeli                                 | Penitenziere Maggiore | 15/09/1608 | 06/03/1645 |

### Non presenti al conclave
- Baltasar Moscoso y Sandoval
- Alfonso de la Cueva-Benavides y Mendoza-Carrillo
- Giulio Mazzarino